# Патрік Секейра
Патрік Гілмар Секейра Мехіас (ісп. Patrick Gilmar Sequeira Mejías; 1 березня 1999, Лимон) — костариканський футболіст, воротар клубу «Луго» і збірної Коста-Рики.

## Клубна кар'єра
Вихованець клубів «Лимон» та «Сапрісса». У 2017 році його було включено до заявки останніх на сезон. У тому ж році для отримання ігрової практики Патрік на правах оренди перейшов в іспанський «Реал Уніон». 29 жовтня в матчі проти «Туделано» він дебютував у Сегунді Б. Після закінчення оренди клуб викупив трансфер гравця. У 2020 році Секейра був орендований дублерами «Сельти». 17 жовтня у матчі проти «Гіхуело» він дебютував за новий клуб. Після закінчення оренди Патрік повернувся до «Реалу Уніону».
4 липня 2022 року Секейра перейшов у «Луго» з Сегунди, підписавши контракт на 3 роки.

## Міжнародна кар'єра
У 2015 році у складі юнацької збірної Коста-Рики Секейра взяв участь у юнацькому чемпіонаті світу в Чилі. На турнірі він був запасним та на поле не вийшов.
У 2018 році Патрік у складі молодіжної збірної Коста-Рики взяв участь у молодіжному чемпіонаті КОНКАКАФ у США. На турнірі він був запасним та на поле не вийшов.
У 2021 році Секера взяв участь у Золотому кубку КОНКАКАФ 2021. Патрік мав дебютувати зап збірну в матчі групового етапу проти Ямайки, але незадовго до матчу отримав травму щиколотки, і його замінив Леонель Морейра.
Лише 23 вересня 2022 року Секейра дебютував за збірну Коста-Рики в товариському матчі проти збірної Південної Кореї, коли вийшов на заміну Хоелю Кемпбеллу, коли основний воротар Естебан Альварадо отримав червону картку. Першим моментом Секейри на полі став пенальті, який зрештою забив Сон Хин Мін, встановивши остаточний рахунок гри 2:2.
У листопаді того ж року складі збірної був учасником чемпіонату світу 2022 року у Катарі.